# Fußballclub Basel 1893 2010-2011
Questa voce raccoglie le informazioni riguardanti il Fußballclub Basel 1893 nelle competizioni ufficiali della stagione 2010-2011.

## Stagione
Nella stagione 2010-2011 il Basilea, allenato da Thorsten Fink, concluse il campionato di Super League al 1º posto. In Coppa Svizzera il Basilea fu eliminato ai quarti di finale dal Bienne. In Champions League il Basilea fu eliminato nella fase a gironi. In Europa League il Basilea fu eliminato al secondo turno dallo Spartak Mosca.

## Rosa
| N. |                           | Ruolo | Calciatore          |
| -- | ------------------------- | ----- | ------------------- |
| 1  | Argentina (bandiera)      | P     | Franco Costanzo     |
| 5  | Albania (bandiera)        | D     | Arlind Ajeti        |
| 6  | Austria (bandiera)        | D     | Aleksandar Dragović |
| 8  | Svizzera (bandiera)       | C     | Benjamin Huggel     |
| 9  | Svizzera (bandiera)       | A     | Marco Streller      |
| 10 | Costa d'Avorio (bandiera) | C     | Gilles Yapi Yapo    |
| 11 | Australia (bandiera)      | C     | Scott Chipperfield  |
| 13 | Svizzera (bandiera)       | A     | Alexander Frei      |
| 14 | Svizzera (bandiera)       | C     | Valentin Stocker    |
| 16 | Albania (bandiera)        | D     | Taulant Xhaka       |
| 17 | Svizzera (bandiera)       | C     | Xherdan Shaqiri     |
| 18 | Svizzera (bandiera)       | P     | Yann Sommer         |
| 19 | Argentina (bandiera)      | D     | David Abraham       |
| 20 | Svezia (bandiera)         | D     | Behrang Safari      |

| N. |                          | Ruolo | Calciatore        |
| -- | ------------------------ | ----- | ----------------- |
| 21 | Angola (bandiera)        | D     | Genséric Kusunga  |
| 23 | Svizzera (bandiera)      | P     | Massimo Colomba   |
| 24 | Svizzera (bandiera)      | C     | Cabral            |
| 26 | Svizzera (bandiera)      | C     | Daniel Ünal       |
| 27 | Germania (bandiera)      | D     | Markus Steinhöfer |
| 28 | Svizzera (bandiera)      | D     | Beg Ferati        |
| 29 | Svizzera (bandiera)      | D     | Janick Kamber     |
| 30 | Zambia (bandiera)        | C     | Fwayo Tembo       |
| 30 | Svizzera (bandiera)      | A     | Stjepan Vuleta    |
| 31 | Camerun (bandiera)       | A     | Jacques Zoua      |
| 33 | Liechtenstein (bandiera) | C     | Sandro Wieser     |
| 34 | Svizzera (bandiera)      | C     | Granit Xhaka      |
| 35 | Germania (bandiera)      | A     | Matthias Baron    |
|    | Canada (bandiera)        | P     | Jayson Leutwiler  |

## Organigramma societario
Area tecnica
- Allenatore: Thorsten Fink
- Allenatore in seconda: Heiko Vogel, Marco Walker
- Preparatore dei portieri: Romain Crevoisier
- Preparatori atletici: Nikola Vidović

## Calciomercato

### Sessione estiva
| Acquisti | Acquisti         | Acquisti        | Acquisti |
| R.       | Nome             | da              | Modalità |
| -------- | ---------------- | --------------- | -------- |
| A        | Matthias Baron   | Basilea II      |          |
| D        | Genséric Kusunga | Servette        |          |
| P        | Yann Sommer      | Grasshoppers    |          |
| C        | Fwayo Tembo      | Étoile du Sahel |          |
| C        | Granit Xhaka     | Basilea II      |          |
| C        | Gilles Yapi Yapo | Young Boys      |          |

| Cessioni | Cessioni        | Cessioni        | Cessioni |
| R.       | Nome            | a               | Modalità |
| -------- | --------------- | --------------- | -------- |
| C        | Carlitos        | Hannover 96     |          |
| C        | Marcos Gelabert | Neuchâtel Xamax |          |
| P        | Oliver Klaus    | Yverdon         |          |
| D        | Serkan Şahin    | Konyaspor       |          |

### Sessione invernale
| Acquisti | Acquisti            | Acquisti              | Acquisti |
| R.       | Nome                | da                    | Modalità |
| -------- | ------------------- | --------------------- | -------- |
| D        | Aleksandar Dragović | Austria Vienna        |          |
| D        | Markus Steinhöfer   | Eintracht Francoforte |          |
| P        | Jayson Leutwiler    | Wohlen                |          |

| Cessioni | Cessioni           | Cessioni        | Cessioni |
| R.       | Nome               | a               | Modalità |
| -------- | ------------------ | --------------- | -------- |
| D        | Reto Zanni         | Vaduz           |          |
| D        | Samuel Inkoom      | Dnipro          |          |
| A        | Federico Almerares | Neuchâtel Xamax |          |
| C        | Pascal Schürpf     | Lugano          |          |

## Risultati

### Super League

#### Prima fase, girone di andata
| Arbitro: | Kever |

|                        |           |                        |
| Frei 18’, 80’ Zoua 45’ | Marcatori | 13’ Teixeira 36’ Đurić |

| Arbitro: | Laperrière |

|                     |           |                      |
| Dingsdag 19’ (rig.) | Marcatori | 14’ Frei 90’ Abraham |

| Arbitro: | Bieri |

|                                      |           |  |
| Frei 20’ Yapi Yapo 27’ Almerares 81’ | Marcatori |  |

| Arbitro: | Wermelinger |

|                 |           |  |
| Lustrinelli 52’ | Marcatori |  |

| Arbitro: | Busacca |

|           |           |                                              |
| Tembo 90’ | Marcatori | 13’ Ferreira 33’, 55’ (rig.) Yakın 72’ Pacar |

| Arbitro: | Studer |

|          |           |             |
| Rama 85’ | Marcatori | 81’ Schürpf |

| Arbitro: | Bieri |

|                                        |           |           |
| Streller 26’ Frei 36’, 53’, 65’ (rig.) | Marcatori | 77’ Gohou |

| Arbitro: | Studer |

|                    |           |                       |
| Jemal 4’ Degen 22’ | Marcatori | 39’ Frei 74’ Streller |

| Arbitro: | Kever |

|                          |           |                          |
| Abraham 34’ Streller 44’ | Marcatori | 8’ Paulinho 51’ Emeghara |

#### Prima fase, girone di ritorno
| Arbitro: | Laperrière |

|               |           |                                          |
| Margairaz 51’ | Marcatori | 10’ Inkoom 44’, 67’ Streller 46’ Stocker |

| Arbitro: | Hänni |

|             |           |            |
| Stocker 67’ | Marcatori | 43’ Bühler |

| Arbitro: | Brugger |

|          |           |                       |
| Frei 83’ | Marcatori | 8’, 37’, 76’ Streller |

| Arbitro: | Grossen |

|                                     |           |               |
| Chipperfield 30’, 54’ Almerares 41’ | Marcatori | 61’ Feltscher |

| Arbitro: | Studer |

|              |           |               |
| Ferreira 64’ | Marcatori | 90’ Almerares |

| Arbitro: | Drabek |

|                  |           |                                                |
| Chipperfield 62’ | Marcatori | 6’ (rig.) Scarione 27’ Proschwitz 79’ Taljević |

| Arbitro: | Wermelinger |

|             |           |                           |
| Nuzzolo 43’ | Marcatori | 63’ Almerares 79’ Stocker |

| Arbitro: | Circhetta |

|                           |           |            |
| Frei 52’, 77’ Shaqiri 68’ | Marcatori | 41’ Doubaï |

| Arbitro: | Studer |

|                   |           |              |
| Emeghara 12’, 14’ | Marcatori | 80’ Streller |

#### Seconda fase, girone di andata
| Arbitro: | Zimmermann |

|                          |           |                                  |
| Scarione 19’ Lezcano 90’ | Marcatori | 50’ Stocker 57’ Abraham 71’ Frei |

| Arbitro: | Busacca |

|                                 |           |  |
| Huggel 11’ Frei 40’ Abraham 86’ | Marcatori |  |

| Arbitro: | Studer |

|             |           |  |
| Shaqiri 61’ | Marcatori |  |

| Arbitro: | Bieri |

|  |           |          |
|  | Marcatori | 14’ Frei |

| Arbitro: | Studer |

|                        |           |             |
| Zoua 50’ Frei 61’, 89’ | Marcatori | 2’ Chermiti |

| Arbitro: | Graf |

|  |           |                                      |
|  | Marcatori | 9’ Shaqiri 21’ Zoua 55’, 63’ Stocker |

| Arbitro: | Bieri |

|          |           |                       |
| Toko 65’ | Marcatori | 43’ Streller 81’ Frei |

| Arbitro: | Klossner |

|          |           |  |
| Frei 39’ | Marcatori |  |

| Arbitro: | Busacca |

|                                            |           |                                        |
| Bienvenu 26’ Lulić 33’ Raimondi 80’ (rig.) | Marcatori | 38’ Frei 65’ Streller 77’ (rig.) Tembo |

#### Seconda fase, girone di ritorno
| Arbitro: | Zimmermann |

|                      |           |                       |
| Frei 58’ Abraham 69’ | Marcatori | 9’ Pavlović 13’ Callà |

| Arbitro: | Gremaud |

|                        |           |                      |
| Niasse 45’ Nuzzolo 90’ | Marcatori | 25’ Stocker 73’ Frei |

| Arbitro: | Hänni |

|                           |           |              |
| Chipperfield 27’ Frei 85’ | Marcatori | 21’ Bienvenu |

| Arbitro: | Wermelinger |

|                           |           |  |
| Prijović 26’, 47’ Sio 28’ | Marcatori |  |

| Arbitro: | Prammer |

|                     |           |  |
| Huggel 39’ Frei 89’ | Marcatori |  |

| Arbitro: | Studer |

|                     |           |               |
| Đurić 43’ Nikçi 75’ | Marcatori | 69’, 77’ Frei |

| Arbitro: | Busacca |

|                                                       |           |             |
| Huggel 34’ Frei 43’ (rig.), 59’ Xhaka 53’ Shaqiri 79’ | Marcatori | 38’ Andrist |

| San Gallo 22 maggio 2011, ore 16:00 CEST 35ª giornata | San Gallo | 0 – 0 referto | Basilea | AFG Arena (19 500 spett.)\| Arbitro: \| Bieri \| |
| Arbitro:                                              | Bieri     |               |         |                                                  |

| Arbitro: | Busacca |

|                              |           |  |
| Frei 6’ Shaqiri 45’ Zoua 54’ | Marcatori |  |

### Coppa Svizzera
| 19 settembre 2010, ore 15:30 CEST Primo turno | Mendrisio | 0 – 5 | Basilea |  |

| 15 ottobre 2010, ore 19:30 CEST Secondo turno | Yverdon | 0 – 2 | Basilea |  |

| 20 novembre 2010, ore 19:00 CET Ottavi di finale | Servette | – | Basilea |  |

| Arbitro: | Wermelinger |

|                                  |           |                   |
| Egli 53’ Morello 80’ Etoundi 84’ | Marcatori | 43’ (aut.) Kehrli |

### Champions League

#### Fase di qualificazione
| Arbitro: | Fernández |

|  |           |                       |
|  | Marcatori | 34’ Stocker 90’ Xhaka |

| Arbitro: | Bezborodov |

|                                       |           |               |
| Atan 26’ Chipperfield 59’ Shaqiri 64’ | Marcatori | 74’ Coulibaly |

| Arbitro: | Hauge |

|             |           |  |
| Stocker 55’ | Marcatori |  |

| Arbitro: | Hansson |

|  |           |                            |
|  | Marcatori | 74’ Streller 80’, 87’ Frei |

#### Fase a gironi
| Arbitro: | Kelly |

|                    |           |             |
| Rada 9’ Traoré 12’ | Marcatori | 45’ Stocker |

| Arbitro: | Thomson |

|          |           |                                |
| Frei 18’ | Marcatori | 56’ (rig.), 89’ Schweinsteiger |

| Arbitro: | Nikolaev |

|               |           |                                |
| Borriello 21’ | Marcatori | 12’ Frei 44’ Inkoom 90’ Cabral |

| Arbitro: | Kuipers |

|                      |           |                                      |
| Frei 69’ Shaqiri 83’ | Marcatori | 16’ Ménez 25’ (rig.) Totti 76’ Greco |

| Arbitro: | Duhamel |

|               |           |  |
| Almerares 15’ | Marcatori |  |

| Arbitro: | Hansson |

|                              |           |  |
| Ribéry 35’, 50’ Tymoščuk 37’ | Marcatori |  |

### Europa League

#### Fase a eliminazione diretta
| Arbitro: | Stavrev |

|                       |           |                                      |
| Frei 36’ Streller 41’ | Marcatori | 61’ Kombarov 70’ Dzjuba 90’ Ananidze |

| Arbitro: | Balaj |

|             |           |                  |
| McGeady 90’ | Marcatori | 16’ Chipperfield |

## Statistiche

### Statistiche di squadra
| Competizione     | Punti | In casa | In casa | In casa | In casa | In casa | In casa | In trasferta | In trasferta | In trasferta | In trasferta | In trasferta | In trasferta | Totale | Totale | Totale | Totale | Totale | Totale | DR  |
| Competizione     | Punti | G       | V       | N       | P       | Gf      | Gs      | G            | V            | N            | P            | Gf           | Gs           | G      | V      | N      | P      | Gf     | Gs     | DR  |
| ---------------- | ----- | ------- | ------- | ------- | ------- | ------- | ------- | ------------ | ------------ | ------------ | ------------ | ------------ | ------------ | ------ | ------ | ------ | ------ | ------ | ------ | --- |
| Super League     | 73    | 18      | 13      | 3       | 2       | 43      | 20      | 18           | 8            | 7            | 3            | 33           | 24           | 36     | 21     | 10     | 5      | 76     | 44     | +32 |
| Coppa Svizzera   | -     | 0       | 0       | 0       | 0       | 0       | 0       | 3            | 2            | 0            | 1            | 8            | 3            | 3      | 2      | 0      | 1      | 8      | 3      | +5  |
| Champions League | -     | 5       | 3       | 0       | 2       | 8       | 6       | 5            | 3            | 0            | 2            | 9            | 6            | 10     | 6      | 0      | 4      | 17     | 12     | +5  |
| Europa League    | -     | 1       | 0       | 0       | 1       | 2       | 3       | 1            | 0            | 1            | 0            | 1            | 1            | 2      | 0      | 1      | 1      | 3      | 4      | -1  |
| Totale           | 73    | 24      | 16      | 3       | 5       | 53      | 29      | 27           | 13           | 8            | 6            | 51           | 34           | 51     | 29     | 11     | 11     | 104    | 63     | +41 |

### Andamento in campionato
| Giornata  | 1 | 2 | 3 | 4 | 5 | 6 | 7 | 8 | 9 | 10 | 11 | 12 | 13 | 14 | 15 | 16 | 17 | 18 | 19 | 20 | 21 | 22 | 23 | 24 | 25 | 26 | 27 | 28 | 29 | 30 | 31 | 32 | 33 | 34 | 35 | 36 |
| --------- | - | - | - | - | - | - | - | - | - | -- | -- | -- | -- | -- | -- | -- | -- | -- | -- | -- | -- | -- | -- | -- | -- | -- | -- | -- | -- | -- | -- | -- | -- | -- | -- | -- |
| Luogo     | C | T | C | T | C | T | C | T | C | T  | C  | T  | C  | T  | C  | T  | C  | T  | T  | C  | C  | T  | C  | T  | T  | C  | T  | C  | T  | C  | T  | C  | T  | C  | T  | C  |
| Risultato | V | V | V | P | P | N | V | N | N | V  | N  | V  | V  | N  | P  | V  | V  | P  | V  | V  | V  | V  | V  | V  | V  | V  | N  | N  | N  | V  | P  | V  | N  | V  | N  | V  |
| Posizione | 3 | 1 | 1 | 1 | 3 | 3 | 2 | 4 | 4 | 2  | 2  | 2  | 1  | 1  | 2  | 2  | 2  | 2  | 1  | 1  | 1  | 1  | 1  | 1  | 1  | 1  | 1  | 1  | 1  | 1  | 2  | 2  | 2  | 1  | 1  | 1  |

Legenda:

Luogo: C = Casa; T = Trasferta. Risultato: V = Vittoria; N = Pareggio; P = Sconfitta.

### Statistiche dei giocatori
| Giocatore       | Super League | Super League | Super League | Super League | Coppa Svizzera | Coppa Svizzera | Coppa Svizzera | Coppa Svizzera | Champions League | Champions League | Champions League | Champions League | Europa League | Europa League | Europa League | Europa League | Totale   | Totale | Totale      | Totale     |
| Giocatore       | Presenze     | Reti         | Ammonizioni  | Espulsioni   | Presenze       | Reti           | Ammonizioni    | Espulsioni     | Presenze         | Reti             | Ammonizioni      | Espulsioni       | Presenze      | Reti          | Ammonizioni   | Espulsioni    | Presenze | Reti   | Ammonizioni | Espulsioni |
| --------------- | ------------ | ------------ | ------------ | ------------ | -------------- | -------------- | -------------- | -------------- | ---------------- | ---------------- | ---------------- | ---------------- | ------------- | ------------- | ------------- | ------------- | -------- | ------ | ----------- | ---------- |
| D. Abraham      | 28           | 5            | 8            | 0            | 0              | 0              | 0              | 0              | 10               | 0                | 0                | 0                | 2             | 0             | 0             | 0             | 40       | 5      | 8           | 0          |
| A. Ajeti        | 0            | 0            | 0            | 0            | 0              | 0              | 0              | 0              | 0                | 0                | 0                | 0                | 0             | 0             | 0             | 0             | 0        | 0      | 0           | 0          |
| F. Almerares    | 14           | 4            | 2            | 0            | 0              | 0              | 0              | 0              | 7                | 1                | 1                | 0                | 0             | 0             | 0             | 0             | 21       | 5      | 3           | 0          |
| Ç. Atan         | 10           | 0            | 3            | 0            | 0              | 0              | 0              | 0              | 6                | 1                | 1                | 0                | 0             | 0             | 0             | 0             | 16       | 1      | 4           | 0          |
| M. Baron        | 4            | 0            | 0            | 0            | 1              | 0              | 0              | 0              | 0                | 0                | 0                | 0                | 0             | 0             | 0             | 0             | 5        | 0      | 0           | 0          |
| C. Cabral       | 21           | 0            | 5            | 0            | 0              | 0              | 0              | 0              | 6                | 1                | 1                | 0                | 2             | 0             | 1             | 0             | 29       | 1      | 7           | 0          |
| S. Chipperfield | 21           | 4            | 4            | 0            | 1              | 0              | 0              | 0              | 7                | 1                | 1                | 0                | 1             | 1             | 0             | 0             | 30       | 6      | 5           | 0          |
| M. Colomba      | 1            | 0            | 0            | 0            | 0              | 0              | 0              | 0              | 0                | 0                | 0                | 0                | 0             | 0             | 0             | 0             | 1        | 0      | 0           | 0          |
| F. Costanzo     | 32           | 0            | 4            | 1            | 0              | 0              | 0              | 0              | 10               | 0                | 0                | 0                | 2             | 0             | 0             | 0             | 44       | 0      | 4           | 1          |
| A. Dragović     | 16           | 0            | 3            | 0            | 1              | 0              | 1              | 0              | 0                | 0                | 0                | 0                | 0             | 0             | 0             | 0             | 17       | 0      | 4           | 0          |
| B. Ferati       | 16           | 0            | 3            | 1            | 1              | 0              | 1              | 0              | 6                | 0                | 0                | 0                | 0             | 0             | 0             | 0             | 23       | 0      | 4           | 1          |
| A. Frei         | 35           | 27           | 5            | 0            | 1              | 0              | 0              | 0              | 9                | 5                | 2                | 0                | 2             | 1             | 0             | 0             | 47       | 33     | 7           | 0          |
| B. Huggel       | 26           | 3            | 4            | 0            | 0              | 0              | 0              | 0              | 8                | 0                | 0                | 0                | 0             | 0             | 0             | 0             | 34       | 3      | 4           | 0          |
| S. Inkoom       | 16           | 1            | 4            | 0            | 0              | 0              | 0              | 0              | 10               | 1                | 2                | 0                | 0             | 0             | 0             | 0             | 26       | 2      | 6           | 0          |
| J. Kamber       | 0            | 0            | 0            | 0            | 0              | 0              | 0              | 0              | 0                | 0                | 0                | 0                | 0             | 0             | 0             | 0             | 0        | 0      | 0           | 0          |
| G. Kusunga      | 7            | 0            | 1            | 0            | 1              | 0              | 0              | 0              | 0                | 0                | 0                | 0                | 2             | 0             | 0             | 0             | 10       | 0      | 1           | 0          |
| J. Leutwiler    | 0            | 0            | 0            | 0            | 0              | 0              | 0              | 0              | 0                | 0                | 0                | 0                | 0             | 0             | 0             | 0             | 0        | 0      | 0           | 0          |
| B. Safari       | 28           | 0            | 4            | 1            | 0              | 0              | 0              | 0              | 10               | 0                | 0                | 0                | 2             | 0             | 1             | 0             | 40       | 0      | 5           | 1          |
| P. Schürpf      | 5            | 1            | 0            | 0            | 0              | 0              | 0              | 0              | 0                | 0                | 0                | 0                | 0             | 0             | 0             | 0             | 5        | 1      | 0           | 0          |
| X. Shaqiri      | 29           | 5            | 7            | 0            | 0              | 0              | 0              | 0              | 10               | 2                | 0                | 0                | 1             | 0             | 0             | 1             | 40       | 7      | 7           | 1          |
| Y. Sommer       | 5            | 0            | 0            | 0            | 1              | 0              | 0              | 0              | 0                | 0                | 0                | 0                | 0             | 0             | 0             | 0             | 6        | 0      | 0           | 0          |
| M. Steinhöfer   | 18           | 0            | 3            | 0            | 0              | 0              | 0              | 0              | 0                | 0                | 0                | 0                | 2             | 0             | 0             | 0             | 20       | 0      | 3           | 0          |
| V. Stocker      | 26           | 7            | 6            | 0            | 0              | 0              | 0              | 0              | 8                | 3                | 1                | 1                | 2             | 0             | 1             | 0             | 36       | 10     | 8           | 1          |
| M. Streller     | 27           | 11           | 3            | 0            | 1              | 0              | 0              | 0              | 6                | 1                | 3                | 0                | 1             | 1             | 0             | 0             | 35       | 13     | 6           | 0          |
| F. Tembo        | 25           | 2            | 5            | 1            | 1              | 0              | 0              | 0              | 6                | 0                | 0                | 0                | 2             | 0             | 0             | 0             | 34       | 2      | 5           | 1          |
| D. Ünal         | 4            | 0            | 1            | 0            | 1              | 0              | 0              | 0              | 0                | 0                | 0                | 0                | 0             | 0             | 0             | 0             | 5        | 0      | 1           | 0          |
| S. Vuleta       | 0            | 0            | 0            | 0            | 0              | 0              | 0              | 0              | 0                | 0                | 0                | 0                | 0             | 0             | 0             | 0             | 0        | 0      | 0           | 0          |
| S. Wieser       | 2            | 0            | 0            | 0            | 0              | 0              | 0              | 0              | 0                | 0                | 0                | 0                | 0             | 0             | 0             | 0             | 2        | 0      | 0           | 0          |
| G. Xhaka        | 20           | 1            | 3            | 0            | 1              | 0              | 0              | 0              | 4                | 1                | 0                | 0                | 2             | 0             | 0             | 0             | 27       | 2      | 3           | 0          |
| T. Xhaka        | 5            | 0            | 0            | 0            | 1              | 0              | 0              | 0              | 0                | 0                | 0                | 0                | 0             | 0             | 0             | 0             | 6        | 0      | 0           | 0          |
| G. Yapi Yapo    | 31           | 1            | 3            | 1            | 1              | 0              | 1              | 0              | 9                | 0                | 0                | 0                | 2             | 0             | 1             | 0             | 43       | 1      | 5           | 1          |
| R. Zanni        | 5            | 0            | 2            | 0            | 0              | 0              | 0              | 0              | 1                | 0                | 0                | 0                | 0             | 0             | 0             | 0             | 6        | 0      | 2           | 0          |
| J. Zoua         | 22           | 4            | 0            | 0            | 1              | 0              | 0              | 0              | 4                | 0                | 1                | 0                | 2             | 0             | 1             | 0             | 29       | 4      | 2           | 0          |